# Katherine Chappell
Katherine Chappell (Nueva York, 19 de diciembre de 1985 — Gauteng, 1 de junio de 2015) fue una editora de efectos visuales y guionista estadounidense. 
Hija de Jonathan y Mary Elaine Chappell, hermana de Jennifer Chappell. Katherine realizó sus estudios en la Universidad Hofstra.
Conocida por trabajar en la serie de televisión Juego de Tronos, por lo que fue ganadora de un Premio Emmy.
Trabajó en películas como Loco y estúpido amor, Godzilla, Divergente, Capitán América, Noé o La vida secreta de Walter Mitty, entre otras.
Falleció el 1 de junio de 2015 a los 29 años, durante una visita en el Lion Park de Johannesburgo, cuando una leona se abalanzó sobre ella a través de la ventana del vehículo, que ella había abierto para asomarse y tomar fotos, en contra de las normas del parque, y la mordió en el cuello. Los otros ocupantes del auto resultaron lesionados. Falleció debido a las heridas antes de la llegada de personal médico. Chappell estaba de visita en Sudáfrica para trabajar en la conservación de la vida silvestre, recaudando fondos para Wildlife ACT, una organización benéfica de conservación.